# Сомир
Сомир (фр. Saumur) град је у Француској, у департману Мен и Лоара.
По подацима из 1999. године број становника у месту је био 29.857.

## Демографија
| 1962.  | 1968.  | 1975.  | 1982.  | 1990.  | 1999.  | 2011.  |
| ------ | ------ | ------ | ------ | ------ | ------ | ------ |
| 20.773 | 21.551 | 32.515 | 32.149 | 30.131 | 29.857 | 27.093 |

## Градови побратими
- Ферден
- Ворик
- Хафелберг
- Ешвил
- Рушецу